# Jan Stefan Roell
Jan Stefan Roell (* 25. Oktober 1954 in Düsseldorf) ist ein deutscher Unternehmer. Von 1992 bis 2021 war er geschäftsführender Gesellschafter bzw. Vorstandsvorsitzender von Zwick Roell in Ulm; seither fungiert er als Vorsitzender des Aufsichtsrats. Er war von 2006 bis 2009 Vorsitzender des Arbeitgeberverbandes Südwestmetall und ist seit 2024 Präsident des Baden-Württembergischen Industrie- und Handelskammertags. 

## Leben
Jan Stefan Roell studierte Elektrotechnik in München und promovierte anschließend im Fach Betriebswirtschaftslehre. Seine berufliche Karriere begann er 1982 bei der Unternehmensberatung McKinsey & Company, wechselte im Jahr 1985 als Geschäftsführer zur RK Amsler Prüfmaschinen AG in die Schweiz. 1992 wurde Roell geschäftsführender Gesellschafter beim Ulmer Prüfmaschinenhersteller Zwick GmbH & Co. KG. Dies führte er als Geschäftsführer der ZwickRoell GmbH & Co. KG in Ulm-Einsingen und Vorstandsvorsitzender der ZwickRoell mit Sitz in München bis 2021 aktiv. Heute ist er Vorsitzender des Aufsichtsrats und Mehrheitsaktionär der ZwickRoell AG mit Sitz in Ulm-Einsingen, dem international führenden Hersteller von Prüfmaschinen und Prüfsystemen im Bereich der zerstörenden Material- und Werkstoffprüfung. Mit seinem Family-Office der roellpartners GmbH hält, managt und unterstützt er außerdem noch weitere Beteiligungen im Mittelstand und Start-ups.
Von 2006 bis 2009 war Roell Vorsitzender des Arbeitgeberverbandes Südwestmetall und war in dieser Funktion Verhandlungsführer der Arbeitgeberseite in mehreren Tarif-Runden. Dieses Amt gab er bereits nach drei Jahren wegen der damit verbundenen hohen zeitlichen Belastung wieder ab, behielt jedoch weiterhin seinen Sitz im Vorstand des Verbandes.
Anlässlich der Wahl des Bundespräsidenten am 23. Mai 2009 war Roell auf Vorschlag der CDU-Fraktion im Landtag von Baden-Württemberg Mitglied der 13. Bundesversammlung in Berlin.
Von 2015 bis 2018 war Roell Vorsitzender des Hochschulrats der Technischen Hochschule Ulm.
Seit 2009 Mitglied in der Vollversammlung der Industrie- und Handelskammer (IHK) Ulm, wurde Roell 2018 zu deren Präsidenten gewählt und 2023 wiedergewählt. Während Roells Amtszeit als Präsident der IHK Ulm verließen im Herbst 2021 unerwartet mehrere Mitglieder deren Geschäftsleitung, darunter der Hauptgeschäftsführer Max-Martin Deinhard sowie dessen Stellvertreter Ralf Börsig. Hintergrund dazu war eine geplante Veränderung der Ehrenamtsbefugnisse zu Lasten des Hauptamtes.
Im November 2024 wurde Roell zum Präsidenten des Baden-Württembergischen Industrie- und Handelskammertags gewählt, dessen Vize-Präsident er bereits seit 2020 gewesen war. Zudem ist er Sprecher von dessen „Task Force Wasserstoff“. Im Bereich Wasserstoff war er außerdem Vorstandsmitglied des 2021 gegründeten Vereins Modellregion Grüner Wasserstoff.
Von 2018 bis 2024 war Roell stellvertretender Vorsitzender des Aufsichtsrats bei der Bitzer SE in Sindelfingen.
Roell hat einen Sitz im Aufsichtsrat des Universitätsklinikums Ulm und besetzt neben dieser Position auch verschiedene Beiräte in mittelständischen Unternehmen.
Im März 2024 erhielt Roell für seine Verdienste um die Wirtschaft des Landes und der Region die Wirtschaftsmedaille des Landes Baden-Württemberg.
Außerdem ist Roell Mitbegründer und Förderer der Internationalen Schule Ulm/Neu-Ulm (ISU) und seit Juni 2019 deren Geschäftsführer.

## Persönliches
Jan Stefan Roell ist verheiratet und Vater von sechs Kindern. Er lebt mit seiner Familie in Ulm.